# La Motte (Iowa)
La Motte – miasto w Stanach Zjednoczonych, w stanie Iowa, w hrabstwie Jackson. W 2000 roku liczyło 272 mieszkańców.